# Crystal Waters
Crystal Waters (Philadelphia, Pennsylvania, 1961. november 19. –)  énekes, dalszövegíró, a híres énekes-színésznő, Ethel Waters unokahúga.
Waters 1991-ben robbant be a köztudatba a Gipsy Woman (She's Homeless) című számával. A felvétel a Billboard Hot 100 listáján egészen a nyolcadik helyig jutott, valamint Európában is jól szerepelt.
Újabb átütő sikere az 1994-ben megjelent „100% Pure Love” című dal, mely azóta is a klasszikus kedvencek közé tartozik.
1997-ben ismét világsikert ért el a „Say… If You Feel Alright” című dallal.
Szólókarrierje mellett, Crystal Waters több zenész egyéni felvételéhez kölcsönözte hangját. Ezek közül leghíresebb, Alex Gaudino „Destination Calabria” című remix dala, mely 2007-ben jelent meg, és európaszerte a klubok kedvence lett. Az eredeti szám egyébként szintén Waters vokáljával készült, és a "„Destination Unkown” nevet viselte.

## A kezdetek
Waters New Jersey-ben élt, majd később átköltözött Washingtonba, ahol ledoktorált. Egy ideig számítógép technikusként dolgozott. Az első demóját, mely a Gipsy Woman volt, eljuttatta a Basement Boys nevű disc jockey formációnak, akik felfigyeltek tehetségére.
A Gipsy Woman című dal világsláger lett, a refrén a "la da dee la dee da" minden ember fülében ismerősen csengett a 90-es években. 
A dal a 8. helyen szerepelt a Billboard Hot 100 listáján, mindemellett pedig több európai országban is sikeres lett. A felvételhez készült video 1991-ben a Music Television játszási listáján a 10. legtöbbet játszott klip volt.Köszönhetően a dal fülbemászó furcsa refrénjének a számból paródia is készült "My Songs Are Mindless" címmel, melynek előadója Kim Wayans volt.

## Diszkográfia

### Stúdióalbumok
- 1991: Surprise
- 1994: Storyteller
- 1997: Crystal Waters

### Válogatáslemzek
- 1998: The Best of Crystal Waters
- 2001: Gypsy Woman – The Collection
- 2001: 20th Century Masters – The Millennium Collection: The Best of Crystal Waters

### Kislemezek
| Év   | Dal                                                               | U.S. Hot 100 | U.S. Dance | UK | Album                  |
| ---- | ----------------------------------------------------------------- | ------------ | ---------- | -- | ---------------------- |
| 1991 | "Gypsy Woman (She’s Homeless)"                                    | 8            | 1          | 2  | Surprise               |
| 1991 | "Makin’ Happy"                                                    | -            | 1          | 18 | Surprise               |
| 1992 | "Megamix"                                                         | -            | -          | 39 | Surprise               |
| 1992 | "Surprise"                                                        | -            | 35         | -  | Surprise               |
| 1992 | "Gypsy Woman (Basement Boys "Strip to the Bone" Remix)" / "Peace" | -            | -          | 35 | Surprise               |
| 1994 | "100% Pure Love"                                                  | 11           | 1          | 15 | Storyteller            |
| 1994 | "What I Need" (double A-side with "Ghetto Day" in the UK)         | 82           | 1          | 40 | Storyteller            |
| 1995 | "Relax"                                                           | -            | 1          | 37 | Storyteller            |
| 1997 | "Say… If You Feel Alright"                                        | 40           | 6          | 45 | Crystal Waters         |
| 1997 | "Just a Freak" (featuring Dennis Rodman)                          | -            | 13         | -  | Crystal Waters         |
| 2001 | "Come on Down"                                                    | -            | 1          | -  | nem albumon jelent meg |
| 2001 | "Night in Egypt"                                                  | -            | -          | -  | nem albumon jelent meg |
| 2008 | "Dancefloor"                                                      | -            | -          | -  | nem albumon jelent meg |

## Kislemezek közreműködőként
| Év   | Dal                                                            | U.S. Hot 100 | U.S. Dance | UK | Album                  |
| ---- | -------------------------------------------------------------- | ------------ | ---------- | -- | ---------------------- |
| 1996 | "In De Ghetto" (Bad Yard Club featuring Crystal Waters)        | -            | 20         | 35 | nem albumon jelent meg |
| 2003 | "My Time" (Dutch featuring Crystal Waters)                     | -            | 1          | 22 | nem albumon jelent meg |
| 2007 | "Destination Calabria" (Alex Gaudino featuring Crystal Waters) | -            | 8          | 4  | My Destination         |